# محمد عبد الله مثنى
محمد عبد الله مثنى (ولد عام 1945 أو 1947) هو روائي، كاتب مسرحي، كاتب قصص قصيرة يمني. ولد في الحديدة وتلقى تعليمه في القاهرة. في السبعينات تم سجنه عدة مرات من قبل السلطات بسبب نشاطاته السياسية في المنفى. عمل في الصحافة وكذلك في الحكومة. كاتب غزير الإنتاج من الخيال والدراما كما هو معروف جداً بقصصه القصيرة التي ترجمت إلى اللغة الإنجليزية والإيطالية. عنوان مجموعته الأولى من القصص القصيرة في جوف الليل وصدرت في عام 1976. تلتها مجموعات قصصية لاحقة شملت الجبل يبتسم أيضاً (1978) رحلة العمر (2002). في عام 1990 فاز بالجائزة القصة القصيرة العربية في الإسكندرية، مصر.